# Hermandad de la Paciencia (Andújar)

La Hermandad de la Paciencia es una hermandad y cofradía de culto católico de la ciudad española de Andújar (Jaén). Su nombre completo es Cofradía de los Dolores del Carmen y Venerable e Ilustre Hermandad de Nuestro Padre Jesús de la Paciencia, Nuestro Señor de la Paz en su Entrada Triunfal en Jerusalén, María Santísima del Rosario en sus Misterios Dolorosos y Nuestra Señora del Carmen. Tiene su residencia canónica en la iglesia parroquial de Santa María La Mayor. Fue fundada en 1718.

## Historia
El origen de esta Hermandad se remonta al 11 de junio de 1718, fecha en la cual el padre José de San Antonio, provincial de los carmelitas descalzos de Andalucía Baja, otorgó carta de hermandad a un grupo de fieles que deseaban venerar a la imagen de Nuestra Señora de los Dolores, en el convento del Carmen. Un año después se convierte en cofradía, aprobándose que la salida procesional se realice el Martes Santo. A lo largo de los años siguientes, a esta devoción se van a unir otras más, cuyas imágenes ocuparían distintas capillas dentro de la iglesia conventual. A estas secciones dentro de la cofradía se les denominaba escuadras. Cada una de ellas elegía a su hermano mayor, pero estaban supeditadas a la Hermandad de los Dolores. Una de esas escuadras será la del Señor de la Paciencia, cuyo primer desfile procesional se produce en 1728.  Las otras escuadras eran: San Juan, Jesús Caído (o Señor de las Misericordias), San Elías, San Pedro, el Prendimiento, la Entrada en Jerusalén y la Cena, que, al parecer, desapareció después para incorporarse la escuadra del Niño Jesús de los Dolores. En una fecha indeterminada dentro del mismo siglo XVIII la estación penitencial comienza a celebrarse el Miércoles Santo por la mañana.

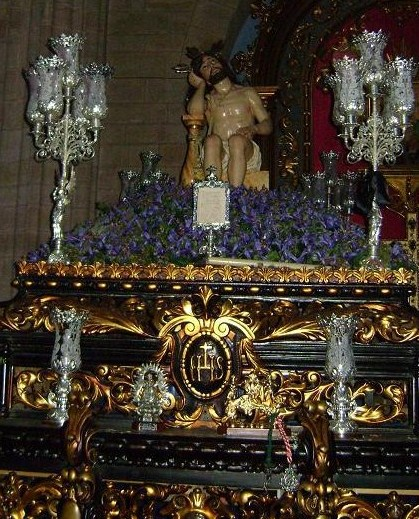
Nuestro Padre Jesús de la Paciencia

La invasión napoleónica deja graves secuelas en el convento por lo que la Cofradía se traslada a la cercana iglesia parroquial de Santa María La Mayor. Nunca volvería al convento del Carmen ya que este es exclaustrado. A lo largo del siglo XIX van desapareciendo las distintas escuadras que conformaron la Hermandad primitiva. A principios del siglo XX tan solo perviven la Borriquita (que desfilaba el Domingo de Ramos), Jesús de la Paciencia, Jesús Caído y Nuestra Señora de los Dolores (que lo hacían el Miércoles Santo por la tarde). En 1918 se reforma la capilla donde era venerado Jesús de la Paciencia. Las obras son sufragadas por el conde de La Quintería, don Rafael Pérez de Vargas. En 1927 este noble costea un nuevo paso para la imagen. La Cofradía deja de desfilar durante los años de la II República. En 1936 son destruidas todas las imágenes y buena parte del resto de su patrimonio.
Tras la Guerra Civil, el propio conde de La Quintería se encarga de revitalizar la Hermandad, que va a constar de un solo titular, Nuestro Padre Jesús de la Paciencia, y que desfilará el Jueves Santo. La nueva imagen procesionará en 1941 sobre el antiguo paso, que fue salvado durante la guerra. D. Rafael Pérez de Vargas se va a convertir en el protector de la Cofradía hasta su fallecimiento en 1953. El desinterés creciente de su heredero y la grave crisis que afectó a las cofradías de Andújar en la década de los sesenta hace que un grupo de hermanos intente seguir hacia adelante con esta corporación, siendo de las pocas hermandades de Andújar que no desaparecieron. Durante muchos años desfilaron juntos Nuestro Padre Jesús de la Paciencia y Jesús Caído, hasta que la Hermandad de la Esperanza se hizo cargo de esta última imagen
En 1982, el cofrade Antonio Cáceres Barea donó la imagen de Nuestra Señora del Rosario. Realizó su primer desfile procesional en la Semana Santa de 1988. En el año 2002 se incorpora Nuestro Señor de la Paz en su Entrada Triunfal en Jerusalén, en un afán de la Hermandad por recuperar esta antigua escuadra de la extinta Cofradía de los Dolores del Carmen.

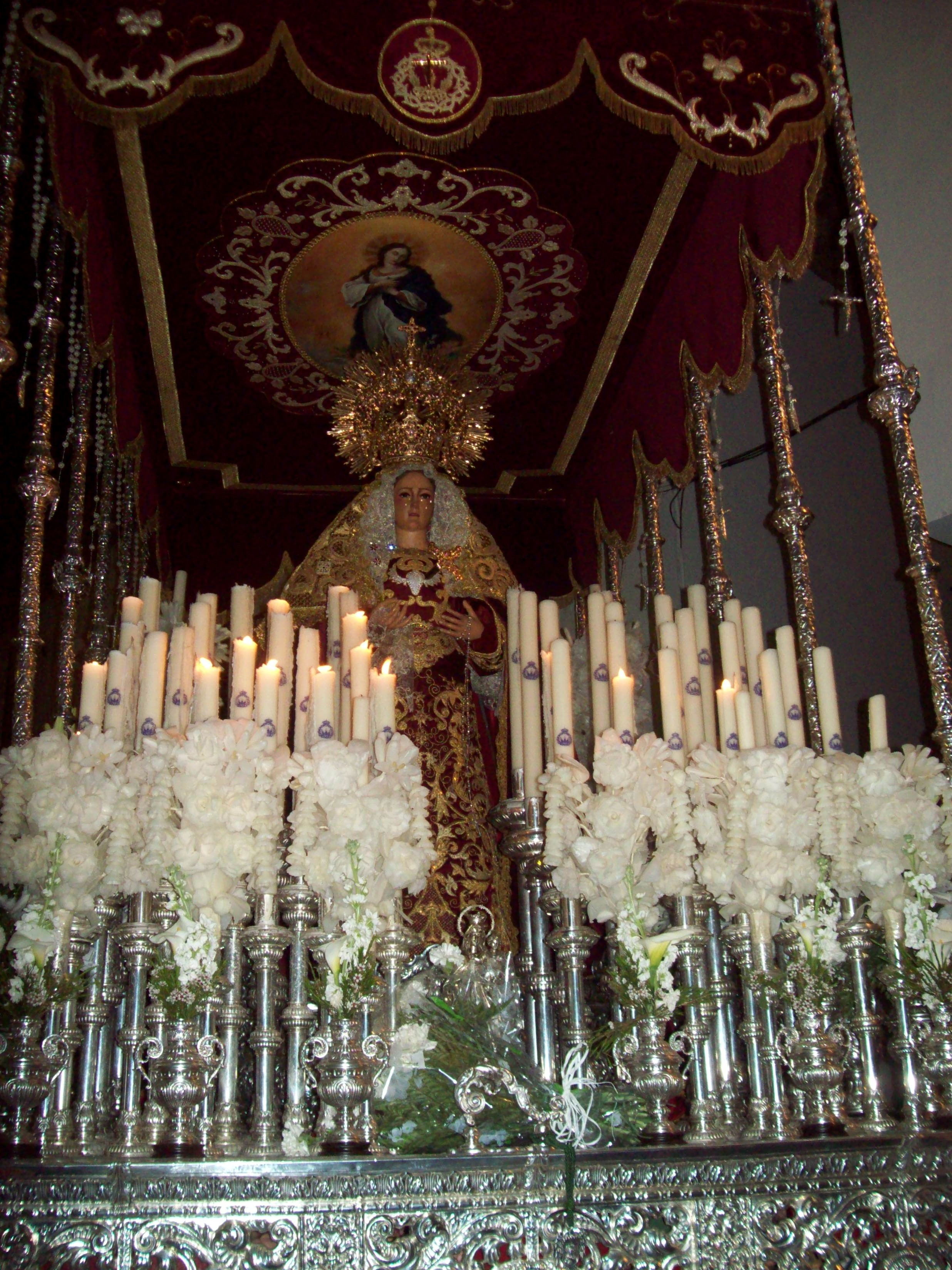
María Santísima del Rosario en sus Misterios Dolorosos

Algunos de los actos religiosos organizados por la Hermandad son: Rosario Vespertino en honor a la Señora, misa en el día de Cristo Rey para Nuestro Señor de la Paz, triduo para venerar a Jesús de la Paciencia, altar para la festividad del Corpus Christi y asistencia a la procesión del Santísimo, así como a la de la Inmaculada Concepción y la Virgen del Carmen del grupo parroquial de la iglesia de Santiago Apóstol, con quien se mantiene una especial relación de confraternidad. En cuanto a otras actividades hay que destacar: “Navidad para todos”, con recogida de alimentos y juguetes; convivencia con los costaleros; intensa vida en la casa de hermandad; participación en todo aquello que emane de la parroquia (como la denominada “Semana de Santa María") y con el Otoño Cofrade de Andújar; cruz de mayo en su sede social; etc. Edita boletín anual y mantiene página web, blog y Facebook oficial.
En la actualidad, el proyecto de mayor envergadura es el del nuevo paso de la Borriquita, obra de Jorge Domínguez Conde.
En el año 2018 se conmemoró el tricentenario de su fundación. Para ello se organizaron varios actos: 
Rosario especial con la imagen de la Dolorosa, organización del Viacrucis de la Agrupación de Cofradías con el Señor de la Paz, publicación de un libro con la historia de la Hermandad, exposición de enseres y documentos en la antigua iglesia de Santa Marina, inauguración de un mural cerámico en una zona aneja al lugar que ocupó el antiguo convento, comida solidaria cuyos fondos se destinaron a Cáritas, y solemne quinario y procesión extraordinaria el 16 de junio de 2018 con la imagen de Nuestro Padre Jesús de la Paciencia.

## Pasos
Domingo de Ramos

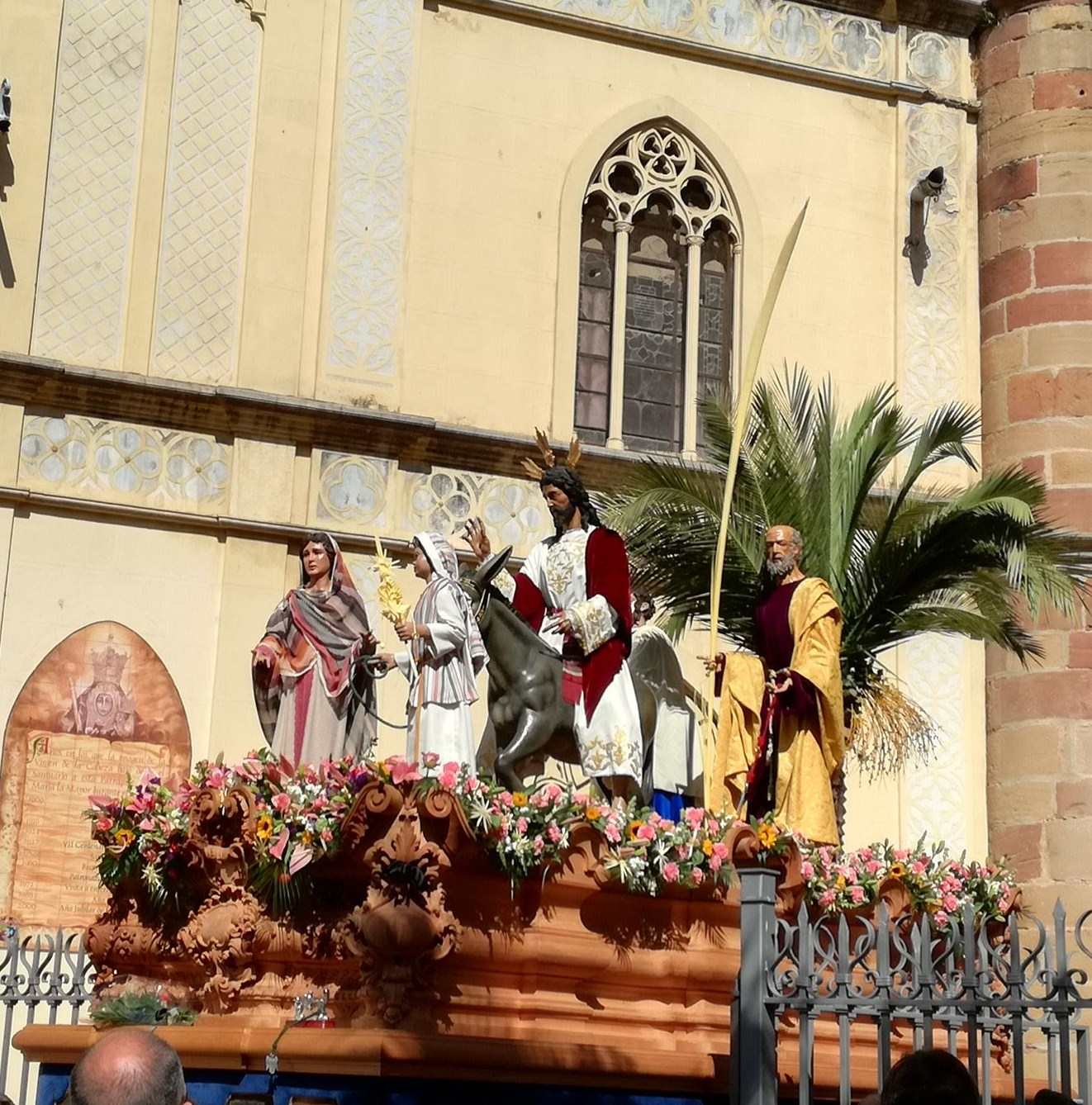
Nuestro Padre Jesús de la Paz

Paso de Nuestro Señor de la Paz en su Entrada Triunfal en Jerusalén. La imagen de Jesús de la Paz es obra del imaginero sevillano Jaime Babío Núñez (2002). Procesionó por primera vez en la Semana Santa de 2002. Va acompañada de cuatro imágenes secundarias: los apóstoles San Pedro y Santiago, una mujer y un niño, todas ellas de Manuel Martos Leyva, restauradas estas dos últimas por Jorge Domínguez Conde. La antigua imagen de la Borriquita desapareció en la Guerra Civil. La canastilla es obra del cordobés Jorge Domínguez Conde y en la actualidad está en proceso de ejecución. Es portado por cuadrilla de hermanas y hermanos costaleros. Acompañamiento musical de banda de tambores y cornetas.
Miércoles Santo
Paso de misterio. La imagen de Nuestro Padre Jesús de la Paciencia es del imaginero valenciano afincado en Córdoba Amadeo Ruiz Olmos (1940). Procesionó por vez primera en la Semana Santa de 1941. Fue restaurada en 2002 por José Luis Ojeda Navío. La canastilla es la unión de dos pasos: el antiguo de Jesús de la Paciencia, obra del autor local Francisco de Paula Rodríguez Mefre, que fue estrenado en 1927 y el primer paso que tuvo Nuestra Señora del Rosario, del también andujareño Antonio Quirós(1988).
Paso de palio. La imagen de Nuestra Señora del Rosario es obra del sevillano Antonio Castillo Lastrucci (1964). Procesionó por vez primera en 1988. La imagen fue levemente retocada por Luis Aldehuela Gómez en 1982 y restaurada por José Luis Ojeda Navío en 2004. La canastilla procede de los talleres de Ramón Orovio de la Torre. Los varales son de “Hijo de Juan Fernández”.
Cuadrillas de hermanas y hermanos costaleros portan ambos pasos. El acompañamiento musical es: agrupación musical detrás del paso del Cristo y banda de música tras la Virgen del Rosario.

## Sede canónica
Iglesia parroquial de Santa María La Mayor, desde el siglo XIX, habiendo tenido como sede originaria el convento del Carmen, desaparecido en la actualidad. Ocupa la que fuera capilla bautismal antes de la reforma que sufrió el templo en el siglo XVII, a los pies de la iglesia, en la nave de la epístola, junto a la puerta de la Caridad.

## Traje de estatutos
Domingo de Ramos
Los nazarenos visten túnica beige con botonadura celeste y cíngulo celeste y blanco, muceta celeste con el escudo de la Hermandad. Los niños hebreos, túnica celeste con botonadura celeste y cíngulo celeste y blanco, muceta de rayas con cordón celeste y blanco, y cara al descubierto.
Miércoles Santo
Los nazarenos visten túnica morada con botonadura negra y cíngulo blanco, muceta y capa blanca. La junta de gobierno viste túnica morada con botonadura negra y cíngulo morado, muceta morada y capa blanca. Escudo bordado sobre muceta y capa.

## Marchas dedicadas a la Hermandad
- “Rosario”, de Santos Cámara (1999).
- “Paz en Santa María”, de Emilio José Escalante Romero (2010).
- “Príncipe de Paz”, de José María Sánchez Martín.
- “Nuestra Señora del Rosario y Paciencia”, Antonio Jesús Pareja Castilla (abril, 2017, con nuevo arreglo musical en julio de 2020).